# Лонтонг
Лонто́нг (индон. lontong) — национальное блюдо ряда стран Юго-Восточной Азии, в частности, Индонезии, Малайзии, Сингапура, Брунея. Представляет собой плотную колбаску из риса или, реже, из других злаков, сваренную в обёртке из банановых листьев. Может подаваться в виде гарнира либо служить ингредиентом различных более сложных блюд, которые в этом случае нередко также называются «лонтонг».

## Происхождение и распространение
Лонтонг является одним из нескольких традиционных способов приготовления риса — основной зерновой культуры Юго-Восточной Азии — на значительной части Малайского архипелага и Малаккского полуострова. Особое распространение он получил в Индонезии, где принадлежит к числу наиболее популярных национальных блюд. Название «лонто́нг» является общим для Малайзии, Сингапура, Брунея и большинства районов Индонезии, хотя в последней имеется и несколько местных наименований этого кушанья. Так, среди сунданцев, составляющих основное население Западной Явы, он известен как «лёпёт» (сунд. leupeut). Отличительной чертой сунданского лёпёта является его относительно небольшая длина.
Лонтонг обязан своим происхождением необходимости заготовки варёного риса впрок — плотная обёртка из банановых листьев обеспечивает достаточно длительную сохранность продукта. Кроме того, компактная и практичная форма свёртка облегчает его транспортировку — за счёт этого лонтонг исторически служил одним из основных съестных припасов крестьян, работающих в поле на удалении от дома, лесорубов, рыбаков и путников.

## Приготовление и разновидности

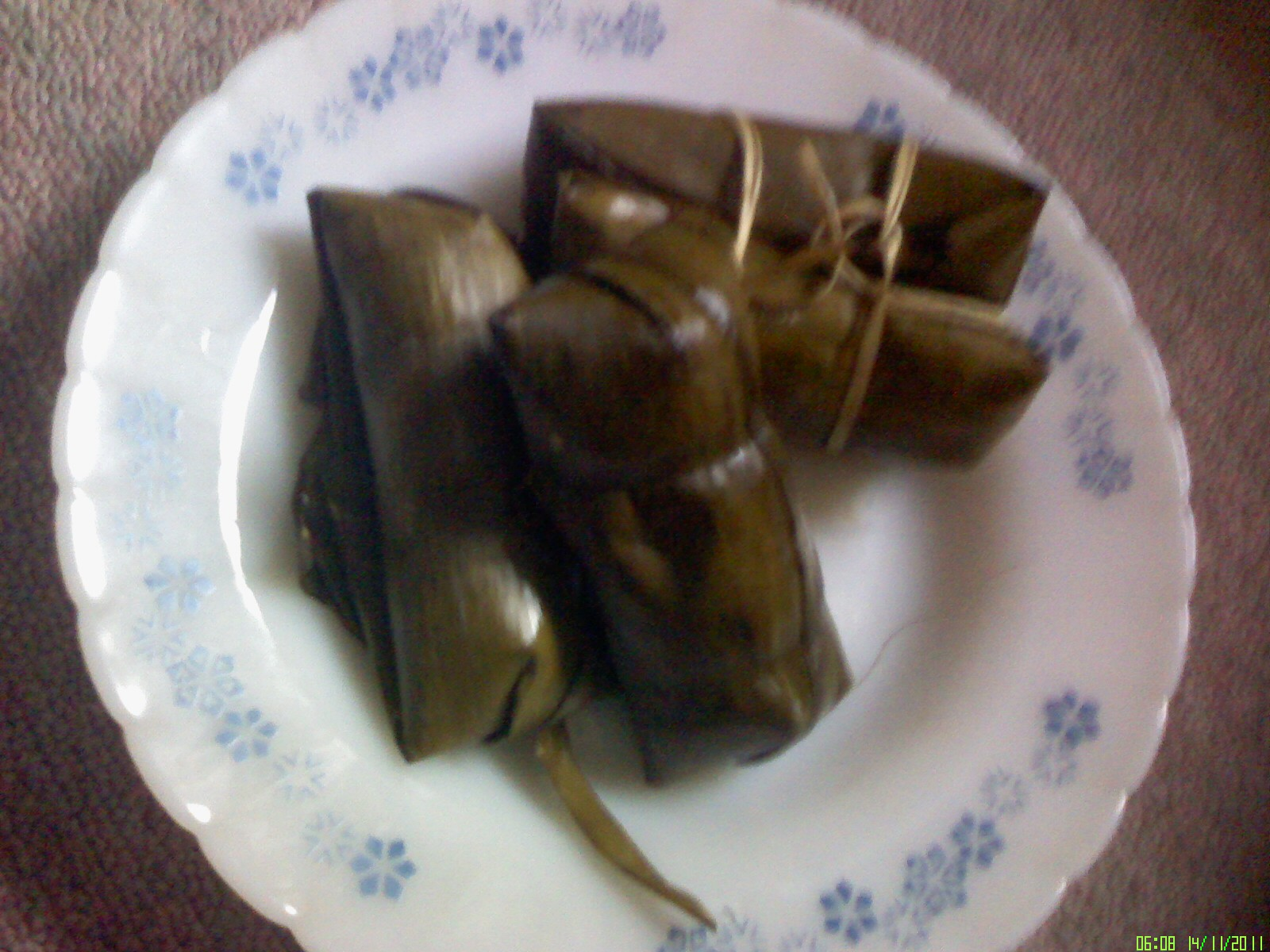
Небольшие лонтонги — лёпёты, распространённые на Западной Яве

С кулинарной точки зрения лонтонг представляет собой весьма простое блюдо. Рис, предпочтительно клейких сортов, варится почти до готовности, затем делится на порции объёмом порядка 100—200 мл. Из них формуются продолговатые колбаски толщиной 3-5 см и длиной, как правило, от 15 до 30 см, которые плотно оборачиваются свежими банановыми листьями. Традиционно для закрепления обёртки использовались пальмовые волокна, однако в настоящее время широко применяются натуральные или синтетические нитки, а также зубочистки и скрепки. Кроме того, во второй половине XX века наряду с традиционным способом стало практиковаться приготовление лонтонга в специальных дырчатых контейнерах цилиндрической формы — металлических или пластиковых, куда помещаются обёрнутые банановым листом рисовые колбаски. Контейнеры позволяют обеспечить более ровную форму и стандартный размер готовых лонтонгов.
Свёртки — в контейнерах или без них — помещаются в кастрюлю с водой и варятся на медленном огне от 2,5 до 4 часов. Выкипающая вода добавляется по мере необходимости. После варки лонтонги извлекаются из кастрюли и остужаются. В готовом виде они могут храниться достаточно долго. Оболочка из листьев снимается с продукта непосредственно перед употреблением в пищу. Рисовая колбаска получается весьма плотной и тугой. Её внешний слой обычно приобретает светло-зелёный или желтоватый оттенок за счёт длительного контакта с банановыми листьями в кипящей воде.
В отдельных регионах практикуется приготовление лонтонгов не только из риса, но и из других злаков, в частности, из кукурузы — такой лонтонг пользуется популярностью на Центральной Яве. В этом случае кукурузные зёрна предварительно замачиваются на несколько часов. Иногда при варке кукурузных лонтонгов в воду добавляется сахар, за счёт чего готовый продукт приобретает сладковатый вкус.
Лонтонг отличается от сходного по технологии приготовления блюда — кетупата, также широко распространённого в Индонезии, Малайзии, Сингапуре и Брунее. Кетупат, в отличие от лонтонга, представляет собой не продолговатый, а прямоугольный брикет риса, оборачиваемый перед варкой не цельными банановыми листьями, а оплёткой из узких полосок пальмового листа. Кроме того, в случае с кетупатом в оплётку набивается рис, не сваренный до полуготовности, а лишь предварительно замоченный. Ещё в большей степени лонтонг отличается от леманга — блюда, популярного на Малаккском полуострове, Суматре и Калимантане, в котором рис также заворачивается в банановые листья, но готовится на открытом огне в полых стволах бамбука, внутрь которых заливается кокосовое молоко.
Своеобразной модификацией лонтонга является арем-арем — популярное блюдо яванской уличной кухни. По сути, он представляет собой тот же лонтонг — как правило, несколько уменьшенный в размере — с начинкой, в качестве которой обычно используются овощи, темпе или абон. Иногда арем-арем даже называют «лонтонг с начинкой» (индон. lontong isi).

## Подача и употребление

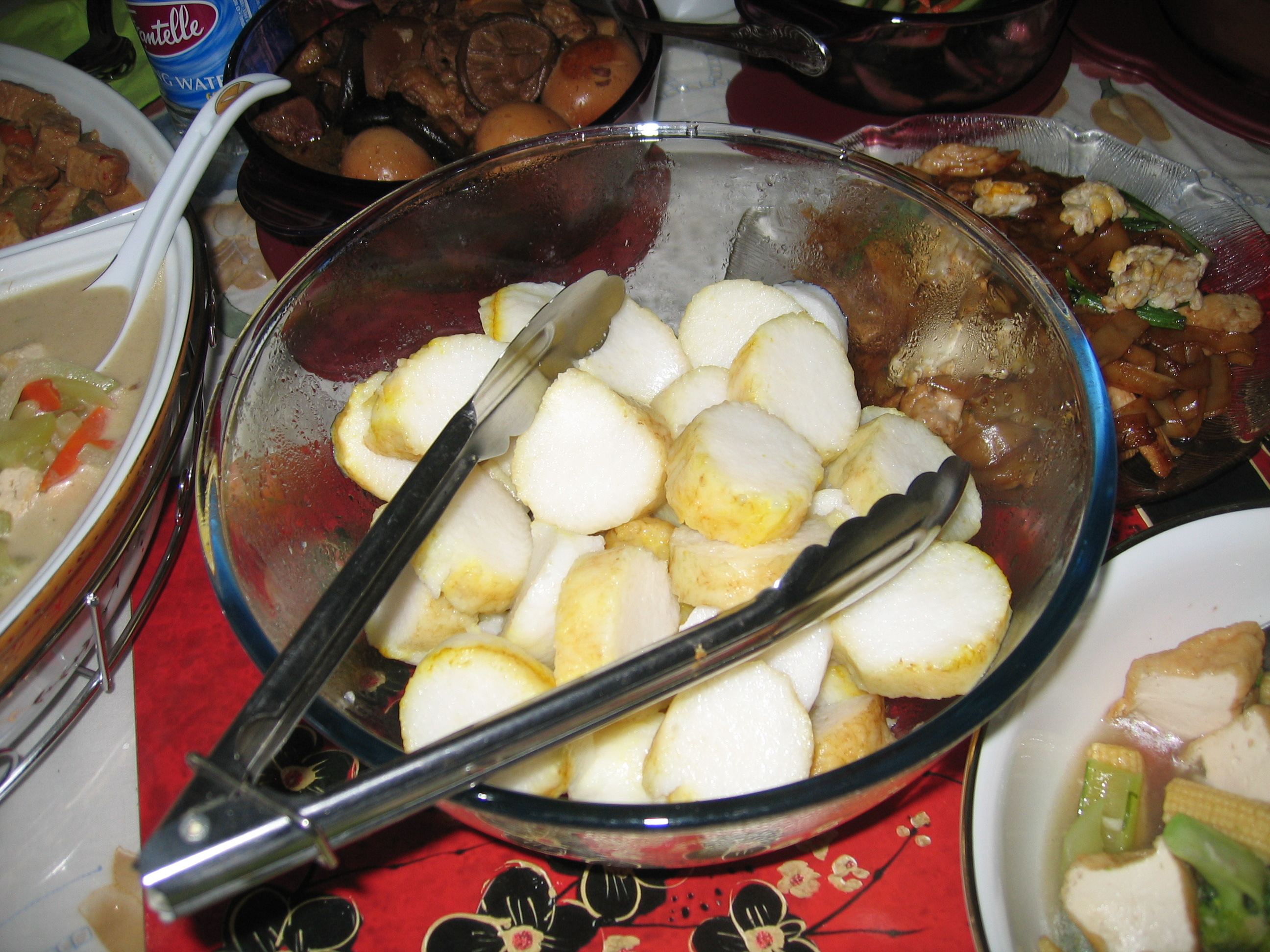
Лонтонг, порезанный кружочками для смешения с другими продуктами

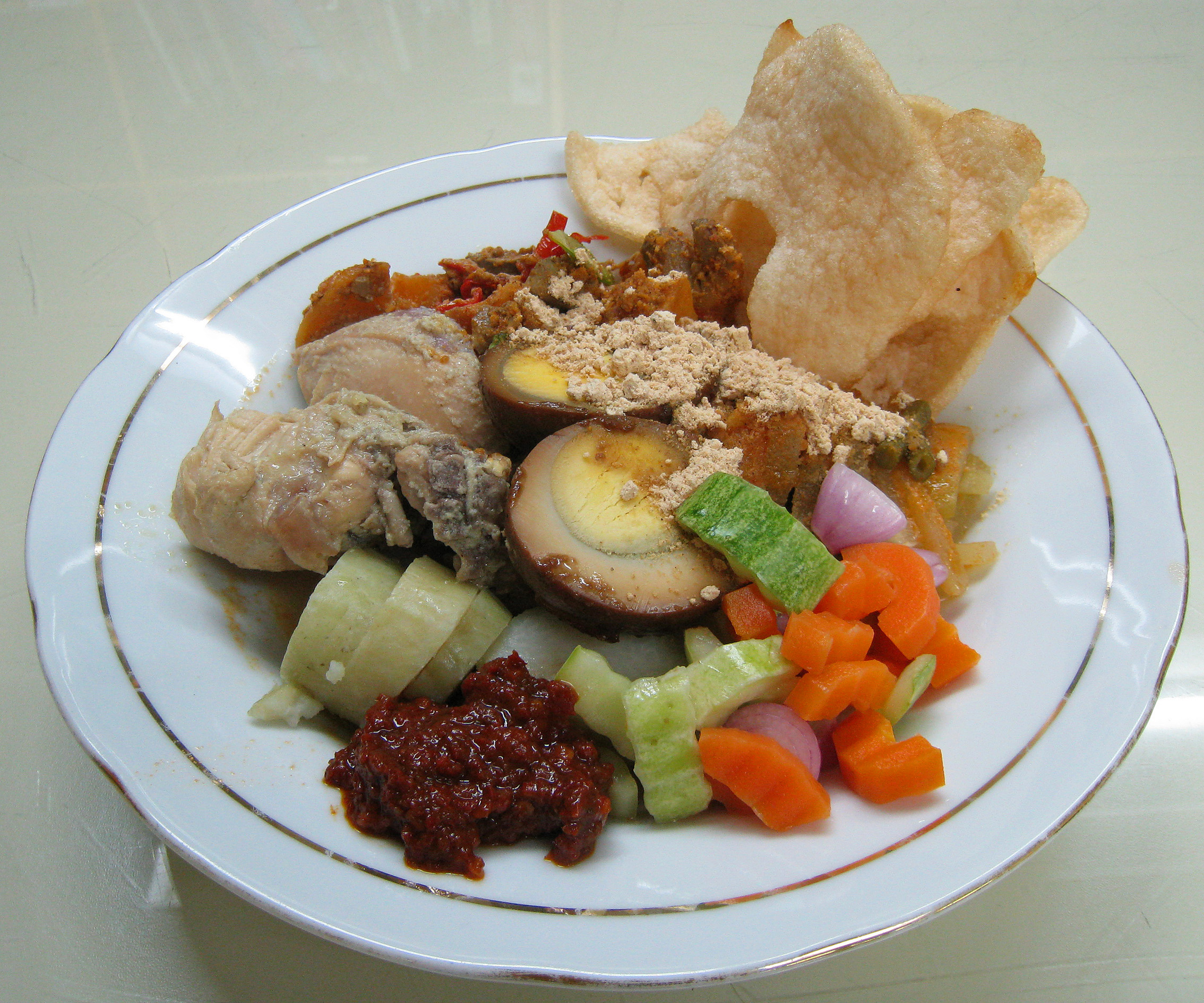
Лонтонг чап-го-ме, популярный среди индонезийских китайцев

Лонтонг является обыденным повседневным кушаньем. В этом ещё одно его отличие от кетупата, который играет особую роль в торжественных трапезах, в частности, приуроченных к мусульманскому празднику Ураза-байрам, именуемому в регионе «Идуль-Фи́три», «Айдилфи́три» (индон. Idul Fitri, малайск. Aidilfitri).
Лонтонг нередко едят сам по себе, обмакивая его в соевый, арахисовый или перечный соус. Однако чаще он подаётся ко многим традиционными блюдами и выполняет при этом фактически ту же роль, которую в европейской кухне играют гарнир, хлеб или кнедлик: им заедают основное блюдо или же вымакивают соусы и подливки. Особой популярностью лонтонги пользуются в сочетании с сате — миниатюрными шашлычками, изготовляемыми из различных видов мяса и субпродуктов.
Не менее распространено использование лонтонга как составной части различных более сложных блюд. В этом случае его режут колечками и смешивают с остальными ингредиентами. Довольно часто блюдо, приготовленное с использованием резанного лонтонга, также называется «лонтонг». При этом, как правило, в названии указываются основные дополнительные ингредиенты — например, «овощной лонтонг» или «лонтонг с курятиной и луком». Широко практикуется смешение нарезанного лотнога с опором — густым супом на основе кокосового молока: подобное блюдо называется «лонтонг-опор». Некоторые виды лонтонга, считающиеся специалитетами определённых местностей или народностей, приобрели общенациональную популярность под соответствующими названиями — например, лонтонг по-банджарски (с варёной мякотью плодов хлебного дерева), лонтонг по-бандунгски (с пряным соусом типа карри). Иногда за местным вариантом блюда закрепляется название, не являющееся производным от названия региона, однако прочно ассоциируемое с ним. Так, в качестве специалитета Сурабаи в Индонезии широко известен лонтонг-балап (индон. lontong balap, буквально — «лонтонг наперегонки») с добавлением жареного тофу и проростков различных съедобных растений. Своеобразный лонтонг получил распространение среди перанаканов — особой этнической группы индонезийских китайцев, в значительной степени ассимилировавшейся с коренным местным населением — «лонтонг чап-го-ме» (индон. lontong cap go meh). В состав этого блюда, традиционно подаваемого к столу в праздник фонарей, входят курятина и овощи, тушёные в кокосовом молоке, а также столетнее яйцо.
Наряду с этим популярно использование резанного лонтонга в таком блюде, как гадо-гадо — подобии овощного салата, а также в различных супах и кашах. В последних ломтики лонтонга превращаются в подобие клёцек.